# Boris Godounov (film, 2011)
Pour les articles homonymes, voir Boris Godounov (homonymie) et Godounov.
Pour plus de détails, voir Fiche technique et Distribution.
Boris Godounov (Борис Годунов) est un film d'aventures historiques réalisé par Vladimir Mirzoev et sorti en 2011.
Il s'agit d'une transposition dans les années 2010 de l'action de la pièce Boris Godounov d'Alexandre Pouchkine publiée en 1825.

## Synopsis
L'histoire s'ouvre sur la scène du meurtre à Ouglitch du jeune héritier du trône de Russie par des inconnus. Plusieurs années s'écoulent. On persuade Boris Godounov d'accepter le trône resté vacant, malgré ses doutes. Lors de la conférence de presse, le greffier annonce la décision de Godounov d'accepter la couronne. Les gens discutent de cette décision à la télévision. Derrière le dos du roi se déroule la lutte secrète de plusieurs factions de boyards pour la domination du nouveau gouvernement. Godounov, qui est monté sur le trône, est obsédé par la vision du garçon qu'il a tué. Pendant ce temps, le moine Grigori Otrepiev se cache dans le monastère de Tchoudov (ru). Après une conversation avec le père Pimène, il apprend le secret du meurtre, s'enfuit du monastère et décide de tenter de prendre le pouvoir. Faisant appel à l'aide étrangère et rassemblant l'armée, Grigori se dirige vers Moscou.

## Fiche technique
- Titre français : Boris Godounov[1]
- Titre original russe : Борис Годунов[2],[3]
- Réalisation : Vladimir Mirzoev
- Scenario : Vladimir Mirzoev, d'après Alexandre Pouchkine
- Photographie :	Pavel Kostomarov (ru)
- Musique : Nikolai Anokhine et Sergeï Belaev, Iouri Dementev et Nail Kouramchine
- Décors : Valeri Arkhipov
- Production : Vladimir Mirzoev, Natalia Egorova
- Société de production : Parsouna (Парсуна)
- Pays de production :  Russie
- Langue originale : russe
- Format : Couleurs
- Durée : 124 minutes
- Genre : Drame
- Dates de sortie :
  - Lituanie : 12 juillet 2011
  - Russie : 4 septembre 2011

## Distribution
- Maksim Soukhanov (ru) : Boris Godounov
- Andreï Merzlikine : Grigori Otrepiev, le Faux Dimitri
- Leonid Gromov (ru) : Vassili Chouiski.
- Dmitri Pevtsov : Prince Ivan Vorotinski (ru)
- Agnia Ditkovskyte : Marina Mniszek
- Valentinas Masalskis (lt) : Jerzy Mniszek (pl)
- Piotr Fiodorov : Basmanov
- Leonid Parfionov : Vassili Chtchelkalov
- Mikhaïl Kozakov : Père Pimène
- Andreï Tachkov : Patriarche Job de Moscou
- Evgueni Nikolaïevitch Ponassenkov : Prince polonais[4]
- Tatiana Luteva (ru) : le serveuse de la taverne
- Elena Koreneva (ru)

## Distinction
- 25e cérémonie des Nika[5]
  - Prix d'interprétation masculine pour Maksim Soukhanov (ru)
  - Prix d'interprétaton masculine dans un second rôle pour Andreï Merzlikine